# L'Expérience Ungemach, une histoire de l'eugénisme
Pour plus de détails, voir Fiche technique et Distribution.
L'Expérience Ungemach, une histoire de l'eugénisme est un documentaire français de Vincent Gaullier et Jean-Jacques Lonni relatant l'expérimentation eugéniste de la Cité Ungemach à Strasbourg. Il s'appuie sur l'ouvrage de l'historien Paul-André Rosental, Destins de l'Eugénisme, paru aux Editions du Seuil.  

## Résumé
Présenté comme un projet urbain socialiste de l’entre-deux-guerres, la Cité-jardin Ungemach est inaugurée à Strasbourg en 1924. Elle est destinée à accueillir des couples de « souches saines et fertiles » qui, une fois sélectionnés, ont l’obligation de fonder des familles nombreuses et d’élever leurs enfants dans de bonnes conditions d’hygiène et de moralité. Cette expérience s’appuie sur l’idéologie de Francis Galton, inventeur britannique de l’eugénisme et s'inscrit dans un contexte de politique nataliste d'après-guerre mais également idéologique  au sein des classes bourgeoises européennes dans une optique d' « améliorer l’humanité ». Le documentaire relève des témoignages des enfants  devenus adultes qui déclarent qu'ils n'avaient pas réellement consciences d'avoir participé à une expérimentation eugéniste.

## Analyse
A travers cet exemple, ce documentaire interroge la science et l’éthique, l’individu et  le politique ainsi que l'influence de cette idéologie dans l’élaboration de la solution finale nazie,. Vincent Gaullier y aborde également l'influence de la religion en déclarant « On s’aperçoit que même si des pays protestants, attachés à la notion de la perfectibilité, au principe de l’amélioration de sa condition, se sont montrés plus ouverts aux théories eugénistes, celles-ci ont aussi imprégné des sociétés plus catholiques, comme la France. Peut-être pour cette dernière est-ce l’héritage des Lumières, avec la conviction d’un progrès à conquérir ».
Le documentaire s’appuie sur des images d’animation afin de remédier au manque d’images d’archives en introduisant un ton décalé, abordant notamment le sujet au travers du thème des souris de laboratoire. « Le film est suffisamment grave. Cela apporte une légère forme d’humour » selon le réalisateur.

## Diffusion
- Histoire TV (26 novembre 2021)
- France 3 Grand Est (21 mars 2021)

## Prix
- Mention spéciale attribuée par le jury international du Festival du film d’Architecture et des aventures constructives (Fifaac, 2021)[5]

## Fiche technique
- Auteurs/Réalisateur : Vincent Gaullier et Jean-Jacque Lonni

- Image : Christophe Neuville/2ème caméra : Grégory Rodriguez

- Montage : Manon-Lise Lanfant avec Mathilde Renard

- Montage son et mixage : Raphaël Girardot

- Musique : Francesco Pastacaldi

- Production : Look at Sciences et Sancho&Co

- Producteurs : Vincent Gaullier et Laurent Dené

- Son : Xavier Griette, Grégory Pernet et Vincent Gaullier

Avec la participation de France Télévision et d'Histoire TV, CNC Création visuelle et sonore, de Strasbourg Eurométropole et de la Région Grand-Est